# Фомина, Анастасия Борисовна
Анастасия Борисовна Фомина (род. 5 августа 1983, Ленинград, РСФСР, СССР) — российская баскетболистка, выступавшая в амплуа разыгрывающего защитника. Двукратный обладатель Кубка Европы ФИБА, бронзовый призёр чемпионата России. Мастер спорта международного класса.

## Биография
Фомина Анастасия воспитанница Фрунзенского СДЮШОР города Санкт-Петербурга. Первым профессиональным клубом в её карьере стала местная «Балтийская Звезда», откуда она в 1999 году была вызвана в кадетскую сборную России на чемпионат Европы в Румынию. В следующем году в Польше Фомина завоёвывает золотые медали юношеского первенства Европы. В 2002 году на молодёжном чемпионате Европы Анастасия вместе с командой занимает 2-е место, уступив в финале сборной Чехии. Весной 2003 года баскетболистка выигрывает юношеское первенство России, при этом её признают лучшей защитницей турнира, а летом защищает честь России на молодёжном чемпионате мира, где команда занимает 6-е место.
2004 год для баскетболистки стал воистину триумфальным, в свои 20 лет она стала обладателем Кубка Европы и бронзовым призёром чемпионата России. Главный тренер команды Кира Тржескал сказала о ней :

Выходя на площадку с признанными мастерами баскетбола, Настя получала колоссальный игровой опыт. Тренеры доверяли Фоминой, а вот всё остальное уже зависит от неё самой. Не хватает Насте хорошей спортивной "злости". 

В сезоне 2005/06, по решению исполкома РФБ, Анастасия была включена в список 25 лучших баскетболисток сезона. На фоне этого индивидуального успеха Фомина покидает «Балтийскую Звезду» и уезжает в Курск. В первом же сезоне, выступая за местное «Динамо», баскетболистка становится лидером команды по передачам (4,2). Итогом хорошей игры стал вызов в тренировочный лагерь сборной России для подготовки к чемпионату Европы — 2007. В окончательную заявку она не попала.
В сезоне 2007/08 Анастасия вновь стала лидером команды по передачам (3,5), также по итогам чемпионата она становится второй в лиге по числу перехватов.
Два сезона подряд (2009/10 и 2010/11) Фомина пропустила из-за того, что стала мамой близняшек. 10 октября 2011 года, в матче против московского «Динамо», она снова вышла на площадку. В том последнем сезоне за курянок Анастасия отыграла 20 матчей в чемпионате России, выигрывает свой второй Кубок Европы. Затем Фомина вернулась домой в Санкт-Петербург, где провела неполноценный сезон за «Спартак», который в январе 2013 года прекратил своё существование.После столь печального события баскетболистка завершила свою «игроцкую карьеру».

### Статистика выступлений за сборную России (средний показатель)
| Сборная        | Сезон | Место | Чемпионат | Чемпионат | Чемпионат | Чемпионат |
| Сборная        | Сезон | Место | Игр       | Очк       | Подб      | Перед     |
| -------------- | ----- | ----- | --------- | --------- | --------- | --------- |
| ЧЕ (до 16 лет) | 1999  | 4     | 8         | 8,3       | 2,9       | 1,5       |
| ЧЕ (до 18 лет) | 2000  | 1     | 4         | 0,5       | 0,8       | 0         |
| ЧЕ (до 20 лет) | 2002  | 2     | 4         | 2,3       | 0,5       | 1,0       |
| ЧМ (до 21 лет) | 2003  | 6     | 7         | 0,9       | 0,7       | 0,6       |

## Достижения
- Чемпион Европы среди юниорок: 2000
- Серебряный призёр молодёжного чемпионата Европы: 2002
- Обладатель Кубка Европы: 2004, 2012
- Бронзовый призёр чемпионата России: 2004